# Лещина (Люблінське воєводство)
Лещина (пол. Leszczyna) — село в Польщі, у гміні Ужендув Красницького повіту Люблінського воєводства.
Населення — 320 осіб (2011).

## Демографія
Демографічна структура станом на 31 березня 2011 року:
|          | Загалом | Допрацездатний вік | Працездатний вік | Постпрацездатний вік |
| -------- | ------- | ------------------ | ---------------- | -------------------- |
| Чоловіки | 152     | 22                 | 100              | 30                   |
| Жінки    | 168     | 33                 | 87               | 48                   |
| Разом    | 320     | 55                 | 187              | 78                   |